# Оберхаузен (бай-Нойбург-Донау)
О́берхаузен (нем. Oberhausen) — община в Германии, в земле Бавария.
Подчиняется административному округу Верхняя Бавария. Входит в состав района Нойбург-Шробенхаузен. Население составляет 2639 человек (на 31 декабря 2010 года). Занимает площадь 31,94 км².